# Isle of Portland
För andra betydelser, se Portland.
Isle of Portland är en halvö i Engelska kanalen åtta kilometer söder om semesterorten Weymouth och den sydligaste punkten i grevskapet Dorset i England. Halvön består av kalksten och är 6 kilometer lång och 2,4 kilometer på det bredaste stället. Den har förbindelse med fastlandet via den smala sandtungan Chesil Beach och en bro. Portland har nästan 13 000 innevånare.
Här ligger även staden Portland med Portland Castle uppfört 1520, senare använt som ungdomsvårdsanstalt.
Portland är en central del av Jurassic Coast, ett världsarv i Dorset och östra Devon, känt för sina speciella geologiska förhållanden. Halvön har gett namn åt ett av havsområdena i BBC:s och Met Offices sjörapporter och flera städer i Nordamerika och Australien är uppkallade efter platsen. Portlandskalksten, som använts i byggnader såsom Sankt Paulskatedralen i London och FN-högkvarteret i New York, utvinns fortfarande.
Den stora, djupa konstgjorda hamnen på Portlands nordsida var Royal Navys bas under första och andra världskriget. Den brittiska marinen och Nato hade övningar i farvattnen här fram till 1990-talet. Hamnen är i dag en civil hamn och ett populärt fritidsområde. Segeltävlingarna i Sommar-OS 2012 hölls här.